# Julian Nehrebeckyj
Julian Nehrebeckyj, cyrilicí Юліян Негребецький (1819 – 19. prosince 1878), byl rakouský řeckokatolický duchovní a politik ukrajinské (rusínské) národnosti z Haliče, v 60. letech 19. století poslanec rakouské Říšské rady.

## Biografie
V roce 1842 byl vysvěcen na kněze. Od roku 1848 do roku 1878 působil jako duchovní v obci Kupnovyči. Byl členem okresní rady v Rudkách.
V 60. letech se s obnovou ústavního systému vlády zapojil i do vysoké politiky. V zemských volbách byl zvolen na Haličský zemský sněm, kde zastupoval kurii venkovských obcí, obvod Rudki. Zemským poslancem byl do roku 1866.
Působil také coby poslanec Říšské rady (celostátního parlamentu Rakouského císařství), kam ho delegoval Haličský zemský sněm roku 1861 (Říšská rada tehdy ještě byla volena nepřímo, coby sbor delegátů zemských sněmů). 4. července 1861 složil slib, 2. října 1861 byl ale jeho mandát prohlášen pro dlouhodobou absenci za zaniklý. V době svého parlamentního působení se uvádí jako Julian Nehrebecki, řeckokatolický farář v obci Kupnovyči.